# Jugokup 1936
La Jugokup u nogometu 1936. ("Coppa Jugo di calcio 1936"), conosciuta anche come Jugokup 1936, fu una competizione calcistica disputata nel Regno di Jugoslavia nel 1936.
Questo torneo è stato disputato nella seconda metà del 1936 dalle squadre insoddisfatte della formula del Državno prvenstvo 1935-1936, che vide protagoniste le vincitrici delle sottofederazioni, anziché le migliori compagini del paese.

## Quarti di finale
Secondo il regolamento, Concordia e Hajduk avrebbero dovuto disputare i tempi supplementari, ma, visto il rifiuto dei biancoverdi, è stata assegnata la vittoria a tavolino agli spalatini.

Il BSK Belgrado era stato esentato dal primo turno, ma poi si è ritirato dal torneo.
| Squadra 1          | Totale | Squadra 2          | Andata     | Ritorno    |
| ------------------ | ------ | ------------------ | ---------- | ---------- |
|                    |        |                    | 26.07.1936 | 09.08.1936 |
| Jugoslavija        | 7 – 2  | HAŠK Zagabria      | 5 – 0      | 2 – 2      |
| Concordia Zagabria | 3 – 5  | Hajduk Spalato     | 3 – 2      | 0 – 3      |
|                    |        |                    | 09.08.1936 | 16.08.1936 |
| BASK Belgrado      | 1 – 5  | Građanski Zagabria | 0 – 2      | 1 – 3      |

## Semifinale
Il Građanski Zagabria passa direttamente in finale.
| Squadra 1   | Totale | Squadra 2      | Andata     | Ritorno    |
| ----------- | ------ | -------------- | ---------- | ---------- |
|             |        |                | 23.08.1936 | 30.08.1936 |
| Jugoslavija | 4 – 3  | Hajduk Spalato | 3 – 0      | 1 – 3      |

## Finale
| Squadra 1          | Totale | Squadra 2   | Andata     | Ritorno    |
| ------------------ | ------ | ----------- | ---------- | ---------- |
|                    |        |             | 25.10.1936 | 06.12.1936 |
| Građanski Zagabria | 1 – 6  | Jugoslavija | 1 – 2      | 0 – 4      |

### Andata
| Arbitro: | Nestor Segedinski (Subotica) |

|                                                                                    |            |                                                                                         |
| Lešnik 13’                                                                         | Marcatori  | 29’, 63’ Šijačić                                                                        |
| Urch Hügl Cesarec Kovačević Jazbinšek Jutt Medarić Pleše Lešnik Župančič Kokotović | Formazioni | Spasić Stokić Lukić Paunović Radovanović Đokić N. Perlić Šijačić Petrović Valok Zečević |

### Ritorno
| Arbitro: | Čedomir Vitkovic (Skopje) |

|                                                                                              |            |                                                                                                |
| Petrović 1’, 7’, 72’ Zečević 53’                                                             | Marcatori  |                                                                                                |
| Spasić Stokić Lukić Valok Radovanović Domorodski N. Perlić Šijačić Petrović Lojančić Zečević | Formazioni | Urch Lađarević Cesarec Pogačnik Jazbinšek Brozović Medarić Pleše Antolković Župančič Kokotović |